# Stardust (pel·lícula de 2007)
Stardust és una pel·lícula de Matthew Vaughn, estrenada el 2007. Es tracta de l'adaptació cinematogràfica de la novel·la homònima, de Neil Gaiman. Ha estat doblat al català. El director Matthew Vaughn, hi dona una versió contemporànea dels contes de fades en la qual combina idil·li, aventura i humor.

## Argument
Tristan Thorne és un jove que viu a Anglaterra, al segle xix, en un poble anomenat Mur. Aquest nom prové d'una muralla construïda per separar el món dels mortals d'un regne màgic. Tristan està bojament enamorat d'una noia, Victòria. A prop d'ella tot el dia, li ha promès portar-li una estrella caiguda del cel. En veure com aquesta estrella queia més enllà del mur, decideix travessar-lo, i així entra al regne de Stormhold.
Tristan troba l'estrella al fons d'un cràter, enmig d'un bosc, però descobreix que l'astre ha pres, una vegada a terra, l'aspecte d'una noia, Yvaine, que és molt bonica però poc disposada a seguir-lo fins al seu poble. El jove l'obliga a anar amb ell. Durant el perillós viatge de tornada, Tristan s'enfrontarà als prínceps, pirates i bruixes, tot per portar l'estrella promesa a Victòria, fins i tot si l'estrella suscita moltes cobdícies i els encants d'Yvaine no el deixen indiferent.

## Repartiment
- Charlie Cox (Manel Gimeno): Tristan
- Claire Danes (Ana Pallejà): Yvaine
- Ian McKellen: Narrador
- Robert De Niro: Capità Shakespeare
- Bimbo Hart: Jove científic
- Alastair MacIntosh: Acadèmic
- David Kelly: Guarda
- Ben Barnes: Dunstan Thorn (de jove)
- Sienna Miller: Victoria
- Henry Cavill: Humphrey
- Nathaniel Parker: Dunstan Thorn
- Darby Hawker: Cuiner
- Frank Ellis: Sr. Monday
- Peter O'Toole: Rei
- Mark Strong: Septimus
- Jason Flemyng: Primus
- Mark Heap: Tertius
- Struan Rodger: Bishop
- Rupert Everett: Secundus
- David Walliams: Sextus
- Julian Rhind-Tutt: Quartus
- Adam Buxton: Quintus
- Michelle Pfeiffer: Lamia
- Sarah Alexander: Empusa
- Joanna Scanlan: Mormo
- Jake Curran: Bernard
- Grant Burgin: Lackey
- Mark Williams: Billy
- Ricky Gervais: Ferdy the Fence

## Premis
- 2008: - Empire Awards Millor pel·lícula fantàstica[5]